# بابارندا جنوبی یک
بابارندا جنوبی یک (به لاتین: Babarenda South I) یک منطقهٔ مسکونی در سری‌لانکا است که در استان جنوبی (سری‌لانکا) واقع شده‌است.